# Monasterio de Santa María de la Esperanza
El monasterio jerónimo de Santa María de la Esperanza se encuentra en la cima de un monte de 445 metros a dos kilómetros y medio de Segorbe, provincia de Castellón.
Se encuentra en la carretera CV-216 en dirección a Navajas y a los pies del monte brota, rodeado de pinares, el Manantial de la Esperanza, de apreciadas aguas que riegan las huertas circundantes. Lo erigió el primer duque de Segorbe, Enrique de Aragón y Pimentel, conocido como "el Infante Fortuna" (1445-1522), primo de Fernando el Católico y primer lugarteniente de Cataluña, junto a una antigua ermita de Nuestra Señora de la Esperanza. Hay quien remonta la devoción a la Virgen de la Esperanza hasta el s. VII, pero lo que está probado documentalmente es que ya existía esta ermita poco después de la Reconquista; a finales del siglo XIV se construyó una pequeña ermita dedicada a la Esperanza y a santa Bárbara. El monasterio comenzó a construirse en 1495; los jerónimos no llegaron a instalarse en él hasta el 1573 y mantuvo su actividad hasta 1835, cuando quedó abandonado con la desamortización. Fue dañado en las Guerras Carlistas y ahora se encuentra en ruinas, pero aún impresionan sus vestigios: dos paredones con ventanales, lo único que queda. En los últimos años se han hecho excavaciones. A su lado se levanta una nueva capilla de la Esperanza.